# XBill

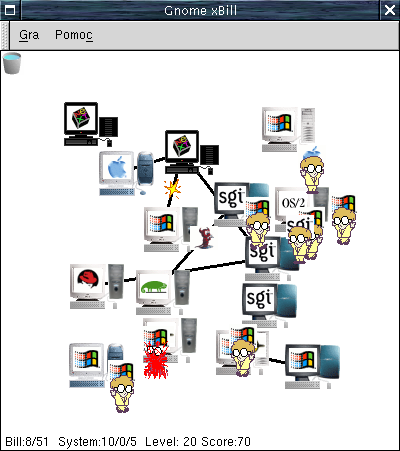
Gnome XBill, Level 20

XBill ist ein Open-Source-Computerspiel, das am Ende der 1990er in der Open-Source-Bewegung sehr beliebt war. Ziel des Spieles ist es, Bill, ein kleines Männchen mit Brille, und dessen Klone, davon abzuhalten, den Computervirus Wingdows auf einer Vielzahl von Computersystemen zu installieren, auf denen schon ein anderes Betriebssystem läuft. Wingdows ist hierbei ein Virus, „der klugerweise dazu entworfen wurde, um dem Benutzer ein beliebtes Betriebssystem vorzugaukeln“ und stellt somit eine Parodie auf Microsoft Windows dar.
Die verschiedenen Betriebssysteme (verschiedene Linux-Distributionen, BSD, Solaris, SGI IRIX, Apple Macintosh, OS/2, Palm OS, GNU Hurd und NeXTStep) werden durch die entsprechenden Logos auf Computerbildschirmen dargestellt. Wenn Bill (oder einer seiner Klone) Wingdows installiert hat, ersetzt er das Symbol des ursprünglichen Betriebssystems durch das Wingdows-Logo (welches natürlich das Logo von Microsoft Windows ist) und trägt das alte Symbol weg.
Bill kann aufgehalten werden, indem er durch Klicken mit der Maus „geschlagen“ wird. Die ersetzten Betriebssysteme müssen mit der Maus wieder auf die Computer zurückgezogen werden. In späteren Leveln werden Computer zusätzlich auch durch Netzwerkkabel verbunden, wodurch sich Wingdows schneller verbreitet. Einige Computer können dabei auch Feuer fangen und müssen gelöscht werden, indem ein Wassereimer auf sie gezogen wird.